# Oranges sanguines
Blood Oranges es una película francesa de 2021 dirigida por Jean-Christophe Meurisse .

## Sinopsis
Cuenta tres historias y varias vidas presentadas de forma cruda y desinhibida:
1. Laurence y Olivier, una pareja de jubilados sin dinero y con descubiertos en sus cuentas, convocados por su banquero, que esperan con el premio de un concurso de rock en el que participan para  pagar parte de su deuda, pero la competencia el jurado decidirá lo contrario.
2. El Ministro de Economía y Hacienda, sus asesores y su abogado, en medio de una investigación de prensa que corre el riesgo de revelar que tiene cuentas en el extranjero pero que no sabe lo que le espera en el recodo de una carretera rural mientras su coche se estropea en medio de la noche.
3. Una adolescente que parece temer su primera experiencia sexual y visita a su ginecólogo, del que se hace amigo y recibir consejos, pero que no sabe lo que le espera en la curva de una calle donde deambula en medio de la noche pero tendrá un buen abogado más benévolo con ella que con sus padres pobres, etc. . .

## Reparto

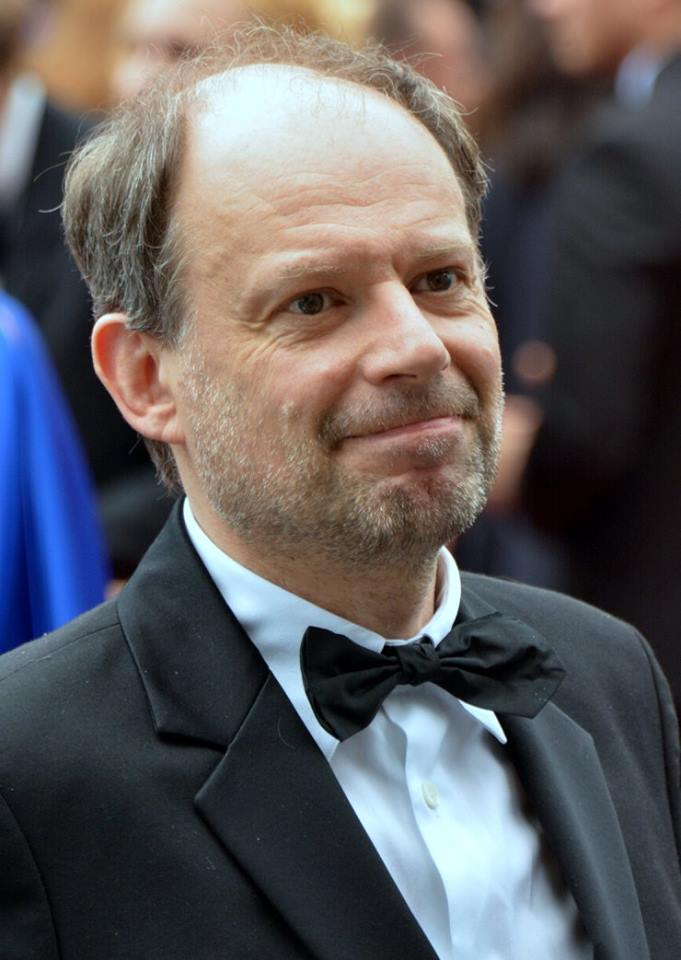
Denis Podalydes hace el papel de abogado del ministro

- Denis Podalydes : el tenor del Bar
- Cristóbal Paou : Stéphane Lemarchand, Ministro
- Alejandro Steiger : Alejandro
- Fred Blin : el loco
- Guilaine Londez : Guilaine, miembro del jurado
- Blanca Gardin : el ginecólogo
- Vicente Dedienne : Vincent, miembro del jurado
- Pascual Tagnati : el taxista
- Antonio Paliotti : Antonio, el hermano
- Lorella Cravota : Lorenzo
- Lilith Grasmug : Luisa
- Patrice Laffont : Patrice, presidente del jurado
- Celine Führer : Celine, la hermana
- Olivier Saladino : Olivier, el padre

## Banda sonora original
Se trata de títulos preexistentes, una mezcla de títulos del repertorio moderno y música clásica.
1. C'Mon Everybody - Eddie Cochran
2. Ave Maria - Franz Schubert
3. Una furtiva lágrima sul viso - Gaetano Donizetti / Enrico Caruso
4. Gymnopédie No. 3 - Erik Satie et arrangé par Emma Zarobyan
5. Nothin' Shakin' (But The Leaves On The Trees) - Cirino Colacrai, Eddie Fontaine, John Jr. Gluck et Diane Charlotte Lampert / Eddie Fontaine*
6. C'est un piège (Git It) - Bob Kelly / Eddy Mitchell
7. (We're gonna) Rock around the clock - Max Freedman, Jimmy Deknight / Bill Haley & his Comets
8. Filiae maestae Jerusalem, RV 638: II. Sileant Zephyri - Antonio Vivaldi / Philippe Jaroussky
9. Nocturne No 2 - Frédéric Chopin
10. Shame Shame Shame - Sylvia Robinson / Linda Fields and the Funky Boys
11. Didascalies - Luc Ferrari / Vincent Royer & Jean-Philippe Collard-Neven
12. Parce que je t'aime - Barbara
13. Wonderful Life - Colin Vearncombe / Smith & Burrows

## Recepción de la crítica
En general, las críticas de la prensa son positivas. Clarisse Fabre saluda, en Le Monde, " un logro », « 100% Tarantino » Jacky Bornet describe, en France Info, un " diatriba cómica con un obsequio de estrella invitada. Para Caroline Vié, en 20 Minutos, la película es "un divertido juego de matar » La Nueva República vio "una película tan política como hilarante" mientras que Jérôme Vermelin, en LCI, señala " increíble actuación por Lilith Grasmug Fabrice Leclerc se matiza más en Paris Match: "se arrepiente de la provocación rápida de un cine improvisado". Para Causeur, Jean-Christophe Meurisse y sus coautores se fijaron el programa "para escandalizar al pequin cueste lo que cueste “, la película que ofrece un” amargo retrato de una sociedad francesa totalmente adictiva y sin espinas, feroz y neurótica ».

## Distinción

### Selección
- Festival de Cine de Cannes 2021 : selección en las funciones de medianoche